# Psilopogon viridis
Il barbuto piccolo verde (Psilopogon viridis (Boddaert, 1783)) è un uccello della famiglia dei Megalaimidi endemico dell'India occidentale.

## Descrizione

### Dimensioni
Misura circa 23 cm di lunghezza per un peso di 71-90 g.

### Aspetto
Questo barbuto è veramente degno del suo nome: tuttavia, pur avendo un piumaggio quasi interamente verde, gli esemplari di entrambi i sessi hanno la testa marrone scura con evidenti copritrici auricolari bianche e una linea bianca sopra gli occhi. La gola è bianca. Il petto e il collo marroni sono ricoperti da larghe strisce chiare. La pelle facciale è scura, le zampe sono grigiastre.
Il barbuto piccolo verde si differenzia dal barbuto verde orientale per le dimensioni più piccole e le guance bianche. Gli esemplari immaturi hanno un piumaggio più opaco, più marrone o più grigio, con decorazioni solamente accennate.

### Voce
Il canto comincia con un trillo potente di circa un secondo, continuato da una serie di doppi tu-kowt che talvolta vengono abbreviati con dei t' kot che cambiano di tempo. Dei tot-tot semplici e irregolari vengono spesso lanciati in caso di allarme o di aggressione. Delle note rapide e dei trilli accompagnano i momenti di incontro. È possibile udire un cheen-cheen appena prima dell'accoppiamento. I karr-karr di sollecitazione diventano più potenti quando i giovani sono sul punto di essere nutriti.

## Biologia
Il barbuto piccolo verde vive generalmente in coppia o in piccoli gruppi familiari, ma gli alberi da frutto particolarmente carichi possono attirare un gran numero di questi uccelli, fino a 20 o più. Quando si riposano questi uccelli sono particolarmente aggressivi e inseguono i loro simili lanciando acute grida.
Si dissetano in 35 secondi e al di fuori della stagione delle piogge fanno il bagno in piccole pozze d'acqua. Il bagno può durare fino a 11 minuti, ma le sessioni collettive sono generalmente più brevi.
I barbuti piccoli verdi scavano nel tronco degli alberi delle cavità dove riposare in qualsiasi momento dell'anno. Queste cavità possono essere ulteriormente riassettate per essere poi utilizzate in seguito per la riproduzione. Si riposano da soli, in coppia o in piccoli gruppi, ma all'inizio della stagione di nidificazione il maschio e la femmina dormono separati.

### Alimentazione

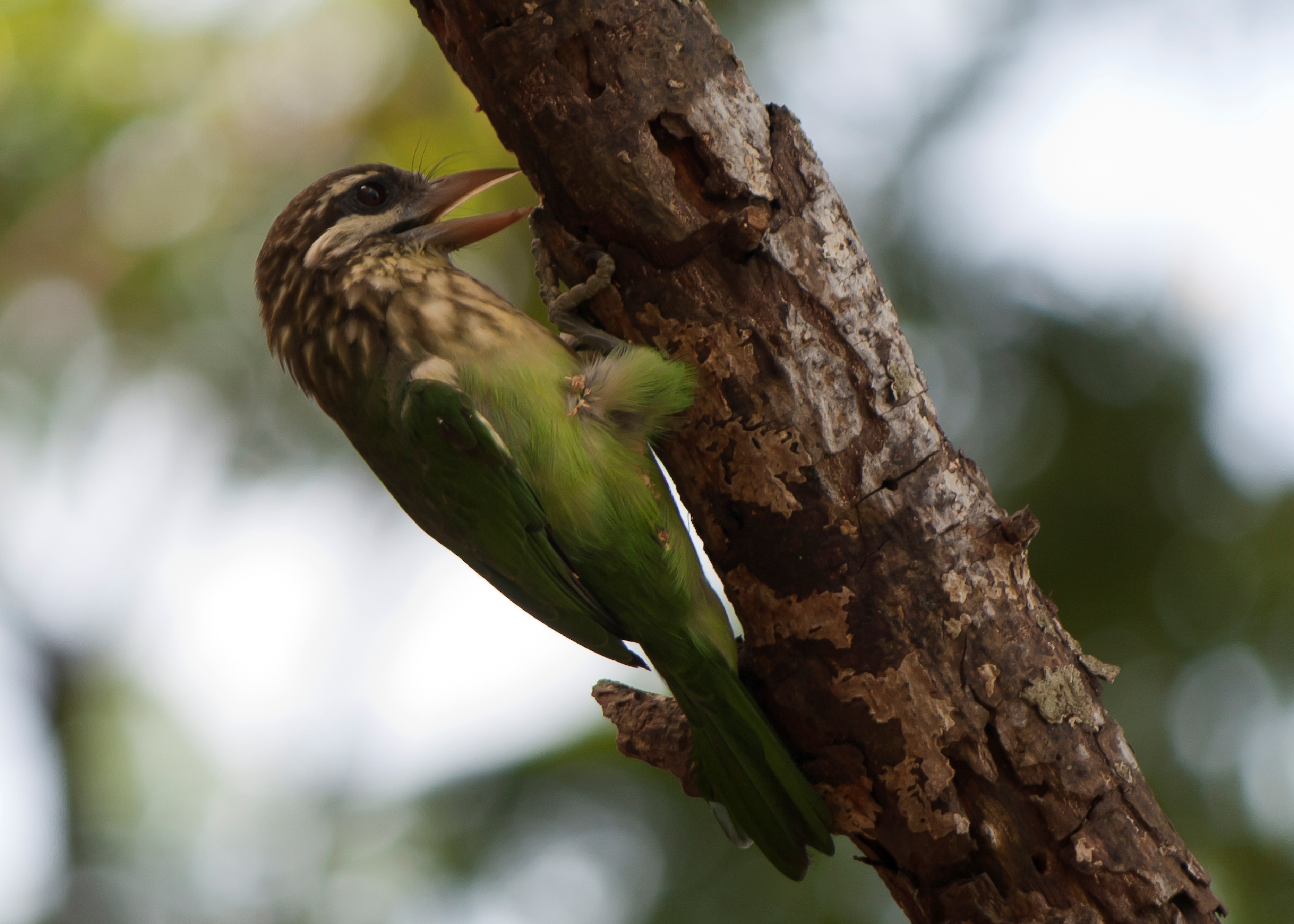
Come i picchi, i barbuti creano i loro nidi nelle cavità degli alberi. Si notino le lunghe setole intorno alla base del becco.

Il barbuto piccolo verde si nutre dei fichi degli alberi di baniano e di altre specie di questo genere, nonché di bacche e frutti, compresi quelli di alberi coltivati. Beve anche il nettare, che assume a piccoli sorsi. Mangia anche sostanze di origine animale, quali insetti - in particolare farfalle, libellule, mantidi religiose, cicale, coleotteri e termiti alate -, lombrichi e ragni. In uno studio condotto in India è risultato che la stragrande maggioranza del menu era costituita da fichi del genere Ficus e il restante 30% da sostanze di origine animale. Quando consuma dei fichi, il barbuto piccolo verde in genere ingoia il frutto intero. Cattura insetti e larve nel fogliame e lungo rami e tronchi e insegue le falene e le termiti alate in volo, anche se a volte le afferra sul terreno.

### Riproduzione
La stagione di nidificazione va da dicembre a luglio, prima che le piogge monsoniche diventino troppo intense. Vi sono due nidiate per stagione: la seconda incomincia 4-6 giorni dopo la dispersione dei giovani della prima nidiata. I barbuti piccoli verdi nidificano in coppia e il legame coniugale persiste per più di un anno. La cavità che ospita il nido viene scavata in poco più di 20 giorni principalmente dal maschio, ma anche la femmina dà il suo contributo. Essa viene scavata all'interno di un ramo secco; l'ingresso misura circa 5 centimetri di diametro e la galleria ha una profondità media di 32 cm. Il territorio di ogni coppia comprende l'intero albero e i nidi distano al massimo 19 metri l'uno dall'altro. A volte gli uccelli di questa specie distruggono le uova dei barbuti del Malabar situati nelle vicinanze.
La covata è costituita da 2 a 4 uova, generalmente 3, che vengono deposte ad un giorno di intervallo l'una dall'altra a partire da 4-6 giorni dopo il completamento del nido. L'incubazione viene effettuata da entrambi i genitori: la femmina cova durante la notte, ma il 75% dell'incubazione, che dura 14 o 15 giorni, ha luogo durante il giorno.
I pulcini sono nutriti dai due genitori: i primi 5 giorni ricevono esclusivamente insetti, ma nei 10 giorni seguenti vengono nutriti con frutta. Durante i primi 21 giorni i pulcini crescono di circa 3 g al giorno, ma poi perdono un po' di peso perché i genitori li nutrono meno. La durata del soggiorno nel nido è di 36-38 giorni. Poco prima dell'involo, gli adulti limitano la quantità di cibo portata al nido per accelerare la partenza dei giovani. Tutti questi lasciano il nido allo stesso tempo e diventano indipendenti molto rapidamente. Si stima che il 75% dei pulcini raggiunga l'età dell'involo. I giovani uccelli possono cadere preda degli sparvieri shikra, delle civette sparviero brune e di alcune specie di scoiattoli delle palme.

## Distribuzione e habitat

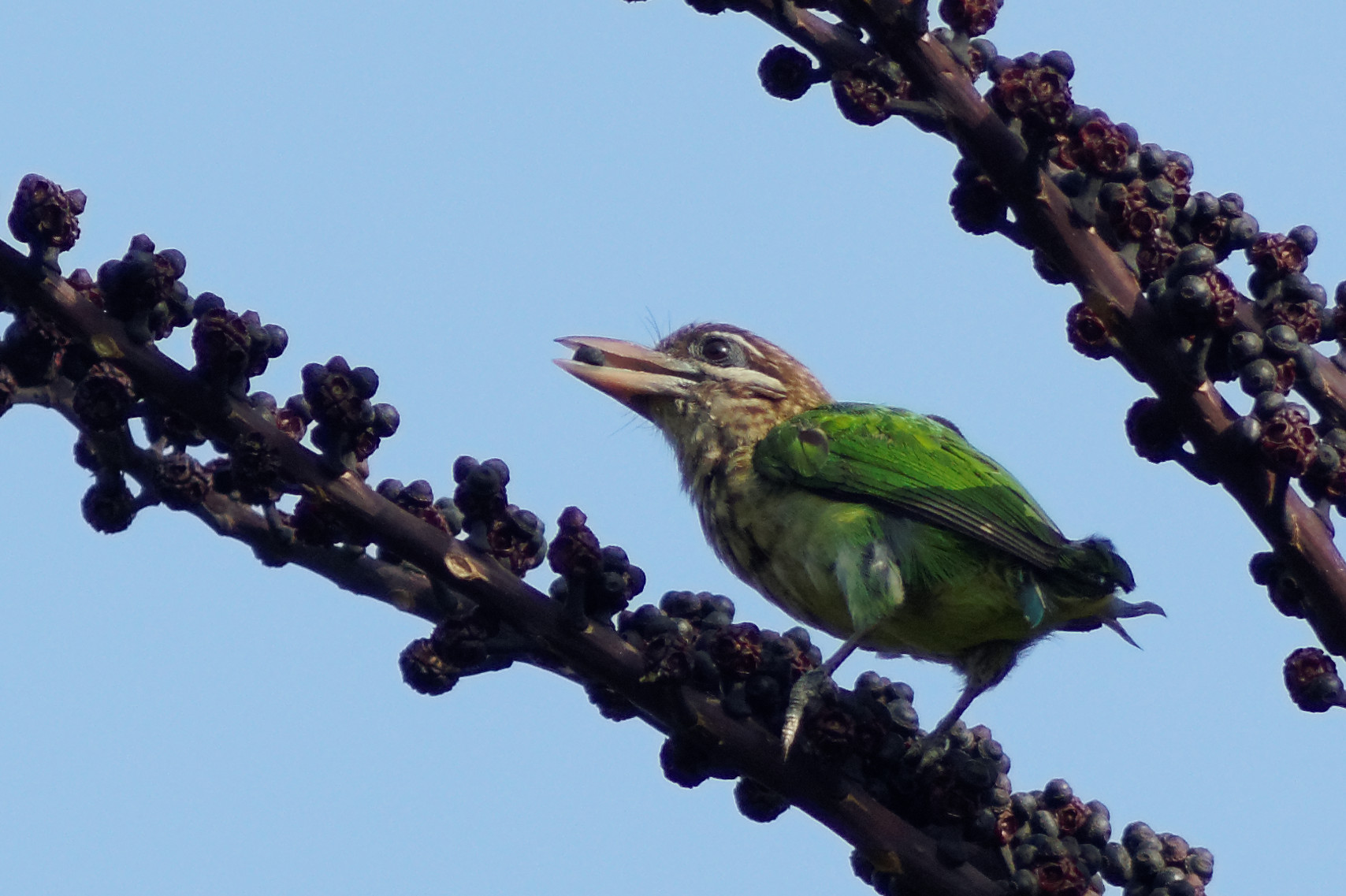
Un esemplare che mangia dei fichi.

Il barbuto piccolo verde frequenta le foreste primarie e secondarie e le aree boschive. Il suo habitat è costituito dalle foreste umide di alberi a foglie caduche o permanenti, ma anche da parchi, piantagioni di caffè e da alberi da frutto situati nei parchi e nei giardini. Costituisce una vera piaga per le piantagioni di caffè e per i frutteti. Questa specie si incontra dal livello del mare fino a 1800 e talvolta, in casi eccezionali, 2400 metri.
Il barbuto piccolo verde è endemico del subcontinente indiano e più in particolare delle sue regioni centro-occidentali e sud-occidentali. Il suo areale inizia nel Madhya Pradesh sud-occidentale e prosegue in direzione sud fino a Palni, sulle colline del Nilgiri, alla regione di Bangalore e al Tamil Nadu occidentale, comprendendo tutta la costa del Malabar. È una specie monotipica, non suddivisa in sottospecie.

## Conservazione
Secondo BirdLife International la specie non è da considerarsi minacciata: è relativamente comune in tutto l'areale ed è molto adattabile, tanto da essere considerata più o meno dannosa per le piantagioni di caffè. Uno studio recente afferma invece il contrario: è stato infatti dimostrato che il barbuto piccolo verde sopprime i cerambici del genere Xylotrechus che vivono lungo i fusti di queste piante, così come i loro bruchi, che devastano le foglie degli alberi di teak. Il barbuto piccolo verde è presente in numerosi parchi nazionali e zone protette.